# Sarcophaga shermani
Sarcophaga shermani is een vliegensoort uit de familie van de dambordvliegen (Sarcophagidae). De wetenschappelijke naam van de soort is voor het eerst geldig gepubliceerd in 1923 door Parker. De soort is genoemd naar R.H. Sherman, die het holotype in 1918 verzamelde op Savary-eiland (Brits-Columbia).